# Joaquín Cortizo Rosendo
Joaquín Cortizo Rosendo (* 4. Oktober 1932; † 4. Januar 2018) war ein spanischer Fußballspieler und -funktionär.

## Sportlicher Werdegang
Cortizo schloss sich 1956 Celta Vigo in der Primera División an und begann somit seine Karriere im professionellen Fußball. Nach zwei Spielzeiten, in denen er lediglich sieben Spieleinsätze in der höchsten spanischen Spielklasse verbuchen konnte, wechselte er zum Ligakonkurrenten Real Saragossa. Hier lief er in den folgenden acht Jahren auf, dabei gewann er mit dem Klub 1964 unter Trainer Luis Belló an der Seite von Severino Reija, Francisco Santamaría, Marcelino, Juan Manuel Villa, Carlos Lapetra und Mannschaftskapitän Enrique Yarza mit dem Messestädte-Pokal nach einem 2:1-Endspielerfolg im innerspanischen Finalduell mit dem FC Valencia einen internationalen Titel. Während seiner Vereinszugehörigkeit stand der Klub zwischen 1963 und 1966 vier Mal in Folge im Endspiel um die Copa Generalísimo. Dabei wirkte er in den beiden ersten Endspielen jeweils mit, nach einer Finalniederlage 1963 gegen den CF Barcelona holte er im folgenden Jahr nach einem 2:1-Finalsieg über Atlético Madrid den Titel.
Ein folgenschweres Foulspiel im Duell mit Atlético Madrid im Dezember 1964 im Rahmen der Meisterschaft beeinflusste maßgeblich Cortizos weitere Karriere: nachdem er Enrique Collar, einem der Starspieler des Gegners, bei einem Tackling das Bein gebrochen hatte, wurde er für 24 Spiele gesperrt und kam bis zu seiner Rückkehr auf den Fußballplatz im spanischen Fußball am ersten Spieltag der Spielzeit 1965/66 – ausgerechnet hieß der Gegner wiederum Atlético Madrid – in der Folge nur noch im Europapokal zum Einsatz, wo er bis zu den Halbfinalspielen im Europapokal der Pokalsieger 1964/65 gegen den späteren Titelträger West Ham United auflief.
Entsprechend wirkte er bei der verlorenen Endspielrevanche 1965 gegen Atlético Madrid, aber auch beim erneuten Triumph 1966 gegen Atlético Bilbao nicht mit. Anschließend verließ er den Klub und schloss sich dem Zweitligisten Real Jaén an, bei dem er nach einem Jahr in der Segunda División seine Profilaufbahn beendete.
Später engagierte sich Cortizo in der Vereinspolitik von Real Jaén, wo er in den 1980er Jahren bis zum Vereinspräsidenten aufstieg.